# Dürrenhorn
Le Dürrenhorn, ou Dirruhorn, est un sommet des Alpes valaisannes qui culmine à 4 034 mètres dans le massif des Mischabels.